# Ezekiel Alebua
Ezekiel Alebua, född i juni 1947 i Avuavu på Guadalcanal, död 7 augusti 2022 i Haimatua på Guadalcanal, var en politiker från Salomonöarna.
Han var utrikesminister 1981−1982, inrikesminister och minister för provinsstyre 1984−1985, och jordbruks- och markminister 1985−1986. Han var därefter premiärminister från 1 december 1986, då han efterträdde Peter Kenilorea, till och med 28 mars 1989. Han efterträddes som premiärminister av Solomon Mamaloni efter att ha förlorat i valet 1989.
Den 1 april 1998 utsågs han till guvernör i provinsen Guadalcanal, där han skadades vid ett mordförsök 1 juni 2001. År 2003 efterträddes han som guvernör av Waeta Ben Tabusasi.
I augusti 2005 arresterades han misstänkt för bedrägeri som skulle inträffat 2001 inom ramen för hans verksamhet som provinsguvernör. I juli 2007 dömdes han i domstol för två fall av förskingring till tre och ett halvt års fängelse, medan han friades på sex andra anklagelsepunkter.